# Pilbara

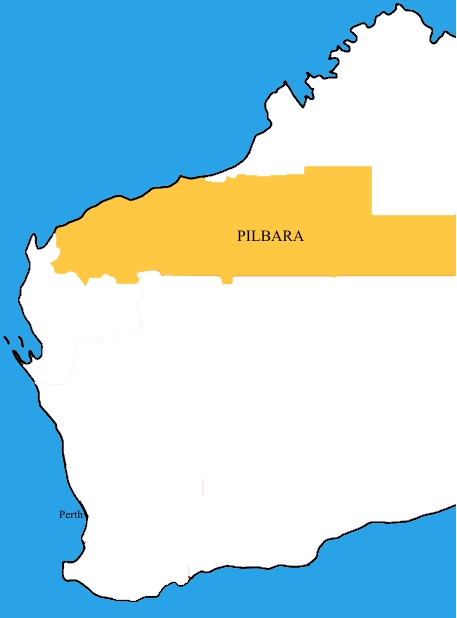
Região de Pilbara.

A Pilbara é uma grande região seca e de baixa densidade populacional localizada no oeste da Austrália Ocidental e conhecida por seus vastos depósitos minerais, dos quais destaca-se o minério de ferro. É uma das nove regiões de desenvolvimento regional estabelecida no Ato de 1993 e uma bio região sob a IBRA.